# Pseudocoptosia eylandti
Pseudocoptosia eylandti là một loài bọ cánh cứng trong họ Cerambycidae.